# Amerikaanse bezettingszone in Duitsland
De Amerikaanse bezettingszone (Engels: American Zone of Occupation, Duits: Amerikanische Besatzungszone) was een van de vier bezettingszones, waarin Duitsland na de Tweede Wereldoorlog door de geallieerde overwinnaars in juli 1945 werd opgedeeld.
In 1945 en 1946 werd de oude Duitse bestuursstructuur vervangen door de deelstaten Beieren, Württemberg-Baden, Hessen en Bremen. De deelstaat Württemberg-Baden werd in 1952 samengevoegd met de deelstaten Zuid-Baden en Württemberg-Hohenzollern uit de Franse bezettingszone tot de deelstaat Baden-Württemberg.
Op 2 december 1946 ondertekenden de Britse minister van buitenlandse zaken Ernest Bevin en zijn Amerikaanse collega James F. Byrnes in New York een verdrag dat de Britse en Amerikaanse zone samenvoegde tot Bizone. Op 1 januari 1947 trad het verdrag in werking.
Vanaf augustus 1948 werkte ook Frankrijk mee en ontstond de Trizone, die op 23 mei 1949 overging in de Bondsrepubliek Duitsland.

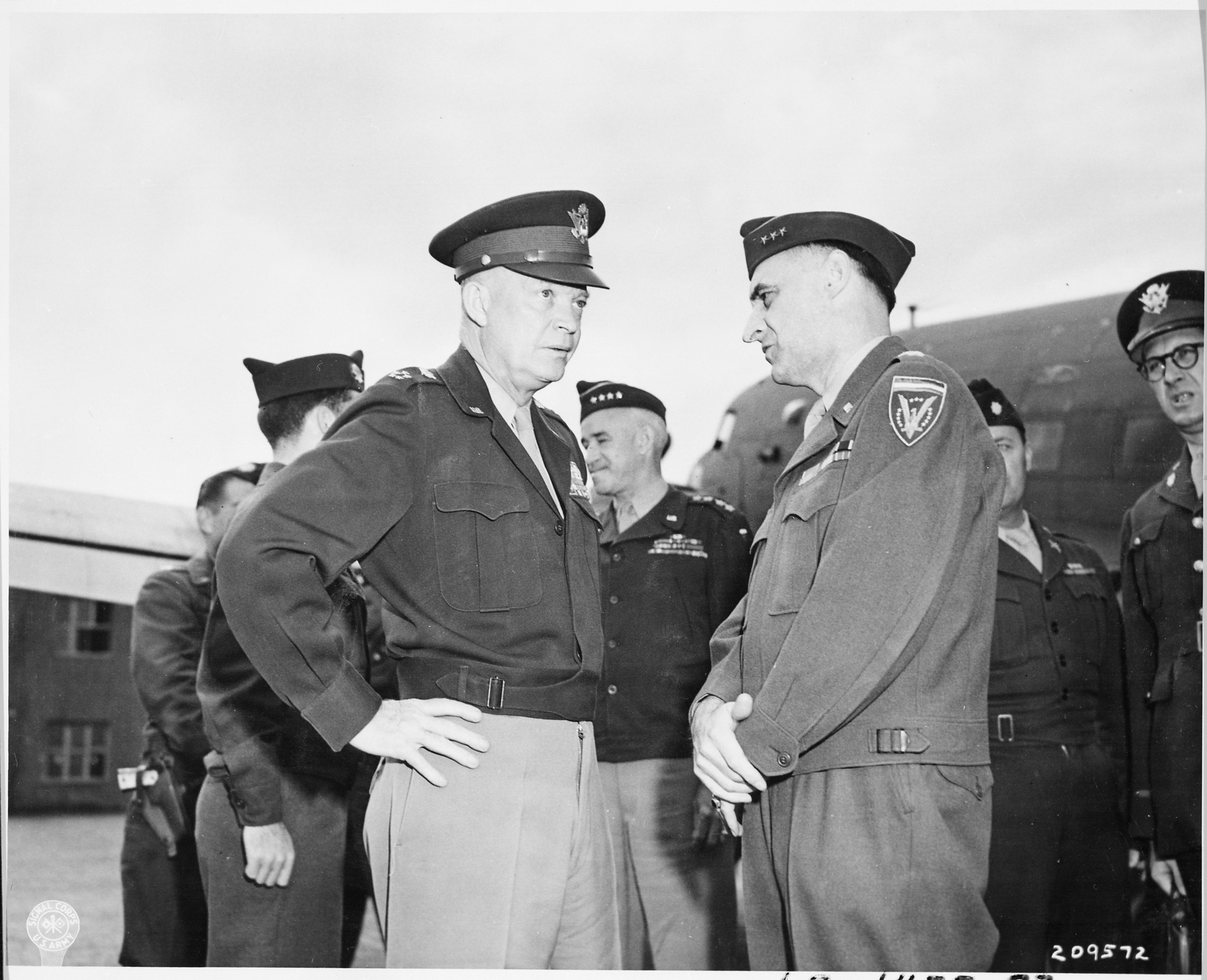
Eisenhower en Clay in Berlijn

## Amerikaanse militaire gouverneurs
- Generaal Dwight D. Eisenhower, 1945 - mei 1947
- Generaal Lucius D. Clay, mei 1947 - mei 1949

Amerikaanse zone · Britse zone · Franse zone · Sovjet-zone